# Škoda Felicia (1959)
O Škoda Felicia é um automóvel produzido pela AZNP de 1959 a 1964.
O Felicia foi lançado em 1959 como um conversível de 2 portas, substituindo o Škoda 450. Com capacidade para cinco pessoas, era equipado com capota de plástico dobrável. O estilo é semelhante ao do Škoda Octavia contemporâneo. O Felicia foi oferecido apenas com um motor de quatro cilindros de 1.089 cc (37 kW), no entanto, um modelo Felicia Super foi lançado em 1961, movido por um motor maior de quatro cilindros de 1.221 cc (40 kW).
Também foram importados para a Europa Ocidental ou América do Norte. Foram produzidos 14.863. O nome Felicia foi ressuscitado pela Škoda em 1994 para um novo modelo Škoda Felicia.

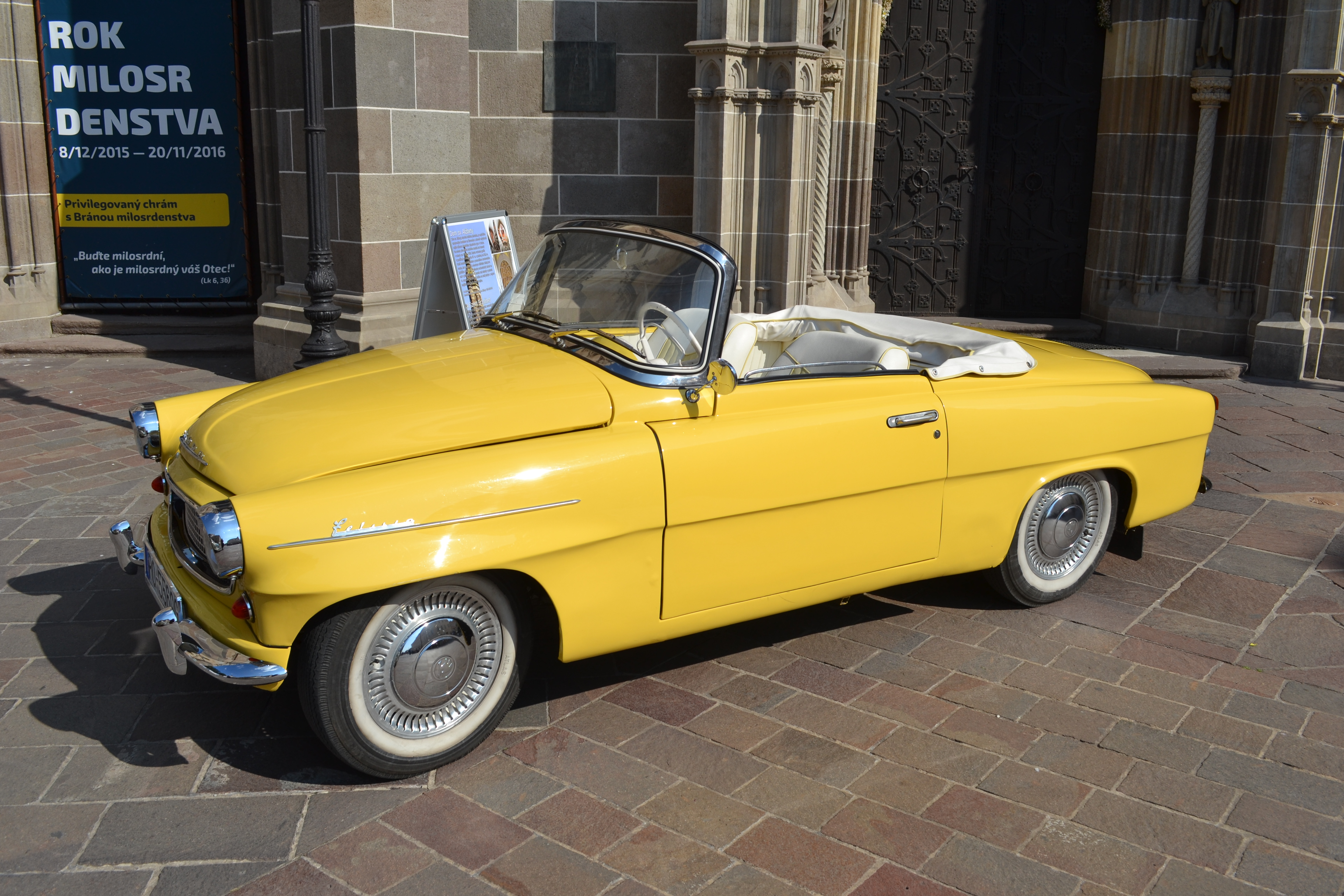
Škoda Felicia (1959-1964)

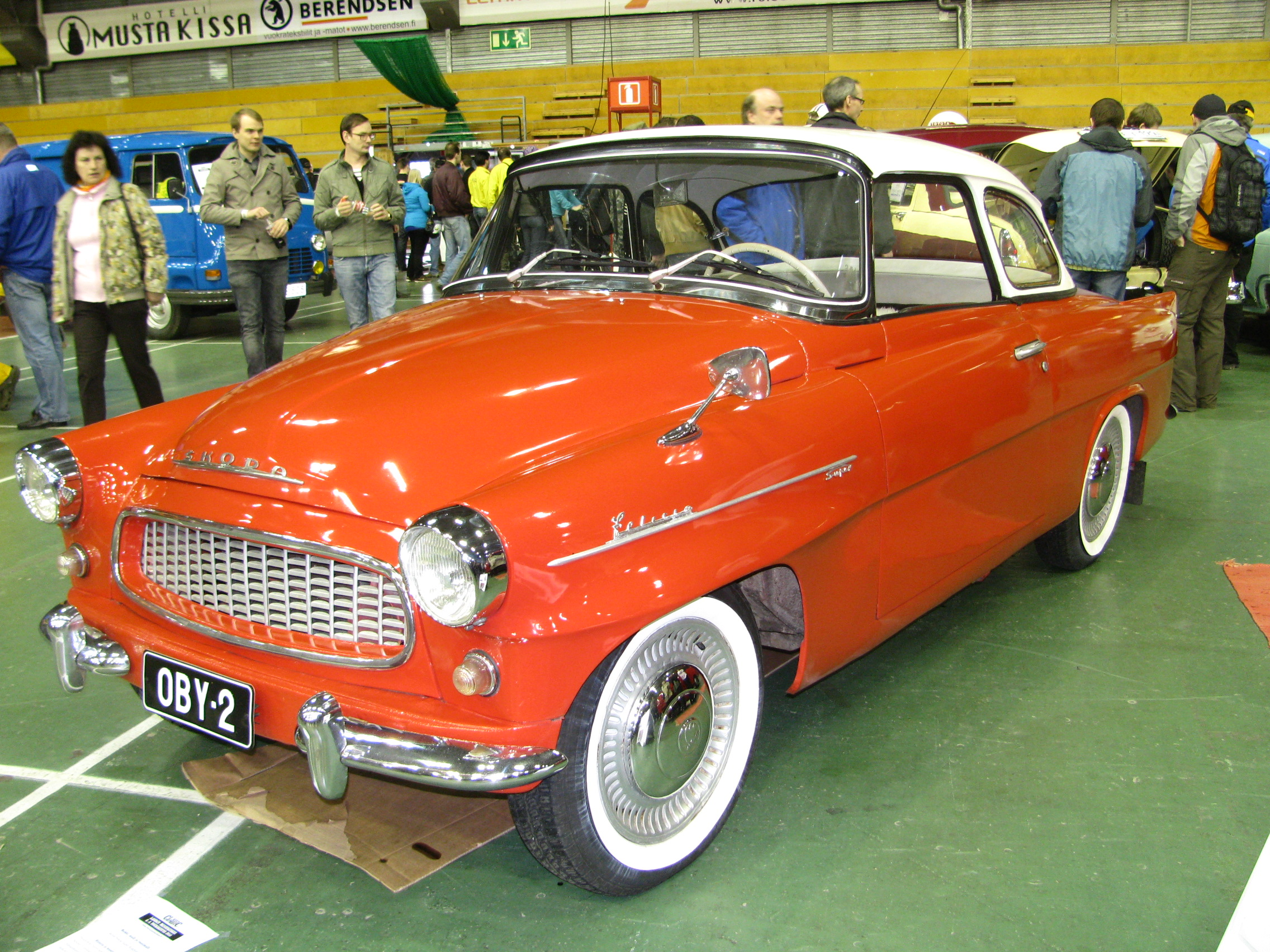
Škoda Felicia (1959-1964) com capota